# グレナダ・リーグ
GFAプレミアリーグ（GFA Premier League）は、グレナダ国内最上位のサッカーリーグである。1983年に創設された。
最終成績が10位のクラブは翌年度GFAファーストディビジョン（2部）に自動降格、また9位のクラブは2部2位との入れ替え戦に回る。優勝クラブはCFUクラブチャンピオンシップやCONCACAFチャンピオンズリーグのグレナダ代表として参戦できるものの、未だ出場したことがない。
ほとんどの試合は、収容人数9,000人のグレナダ・ナショナル・スタジアムで行われている。

## 2016シーズン所属クラブ
| クラブ名                       |
| ------------------------------ |
| ボカ・ジュニアーズ             |
| カリブ・ハリケーン             |
| チャンティミル                 |
| フォンテノイ・ユナイテッド     |
| グヤヴェ                       |
| ハードロック                   |
| マウントリッチ                 |
| パラダイス                     |
| クイーンズパーク・レンジャーズ |
| セントジョンズ                 |

## 歴代優勝クラブ
- 1983-95: 不明
- 1996: バルバ・スーパースターズ
- 1997: セヴン・シーズ・ロック・シティ
- 1998: フォンテノイ・ユナイテッド
- 1999: SAFL
- 2000: GBSS
- 2001: GBSS
- 2002: クイーンズパーク・レンジャーズ
- 2003: カリブ・ハリケーンFC
- 2004: 中止
- 2005: ASMOSパラダイス
- 2006: カリブ・ハリケーンFC
- 2007: ASMOSパラダイス
- 2008: カリブ・ハリケーンFC
- 2009: 中止
- 2010: ASMOSパラダイス
- 2011: ハードロックFC
- 2012: ハードロックFC
- 2013: ハードロックFC
- 2014: ASMOSパラダイス
- 2015: カリブ・ハリケーンFC
- 2016: 大会放棄
- 2017-18: カリブ・ハリケーンFC
- 2018-19: ASMOSパラダイス